# ایدیر
ایدیر (به لاتین: Aiyedire) یک سکونتگاه مسکونی در نیجریه است که در ایالت اوسون واقع شده‌است.

## خصوصیات
ایدیر ۲۶۲ کیلومترمربع مساحت و ۷۵٬۸۴۶ نفر جمعیت دارد.